# NGC 1005
NGC 1005 est une petite galaxie lenticulaire compacte située dans la constellation de Persée. NGC 1005 a été découverte par l'astronome français Édouard Stephan en 1871.

## Caractéristiques
Sa vitesse par rapport au fond diffus cosmologique est de 4 108 ± 35 km/s, ce qui correspond à une distance de Hubble de 60,6 ± 4,3 Mpc (∼198 millions d'al).